# Американцы на Кубе
Американцы на Кубе (испанский: Estadounidenses en Cuba) состоят из экспатриантов и иммигранты из Соединённых Штатов, а также кубинцев американского происхождения. По состоянию на сентябрь 1998 года на Кубе проживало от 2000 до 3000 американцев.

## История Миграции
После кубинской революции небольшое количество американцев, в основном коммунистов, начало мигрировать на Кубу. В 1980-х годах существовала организованная группа американцев, называвшая себя Союзом жителей Северной Америки. В их состав входят около 30 экспатриантов, некоторые из них — члены Коммунистической партии США, а другие — левые писатели или преподаватели английского языка.
Многие американские беглецы нашли убежище на Кубе. Некоторые из них остаются в списке самых разыскиваемых ФБР, и большинство из них были членами радикальных левых организаций, пуэрториканских сепаратистких групп и чёрных националистических организаций (в первую очередь партия Чёрные пантеры), которые бежали в страну, спасаясь от властей США в 1960-е и 1970-е годы. В 1968 году более 30 самолетов были угнаны или попытались угнаться на Кубу.

## Известные люди
- Неханда Абиодун — американка, чернокожая революционная активистка, обвиненная в серийном грабеже и сообщнике Ассаты Шакура.
- Филип Эйджи — бывший сотрудник ЦРУ и писатель.
- Уильям Ли Брент — член партии Черных пантер, грабитель и угонщик самолета.
- Лорна Бердсолл — американская танцовщица и хореограф, жена сотрудника кубинской разведки Мануэля Пиньейра.
- Виктор Мануэль Герена — предположительно скрывается на Кубе после кражи 7 миллионов долларов в Хартфорде, штат Коннектикут; остается на свободе в списке 10 самых разыскиваемых ФБР.
- Эрнест Хемингуэй — известный американский писатель, который купил дом недалеко от Гаваны в 1940 году и прожил там со своей женой 20 лет.
- Уильям Морган Александр — гражданин США, участвовавший в Кубинской революции.
- Ассата Шакур - американский политический активист, член Черной освободительной армии и сбежавший преступник, совершивший предумышленное убийство полицейского.
- Роберт Ф. Уильямс — активист за гражданские права, сбежавший, чтобы избежать преследования со стороны ФБР. Также основала радиостанцию, выступающую за гражданские права, Radio Free Dixie.
- Роберт Веско — беглый финансист США.